# Relations entre la Géorgie et le Lesotho
Cet article décrit les relations bilatérales entre la Géorgie et le Royaume du Lesotho.

## Description
La Géorgie et le Lesotho n'entretiennent aucune relation formelle bilatérale sur les plans diplomatique, économique et politique. Toutefois, certains contacts indirects se sont déroulés depuis l'indépendance de la Géorgie vis-à-vis de l'Union soviétique, statut reconnu par Maseru le 24 janvier 1992 à la suite de la dissolution de celle-ci et de la reconnaissance de la fédération de Russie comme État successeur de l'URSS par le Lesotho. Ainsi, la Géorgie et le Lesotho font tous deux partis du programme d'assistance économique des États-Unis « Millenium Challenge Account », donnant une aide à 16 pays asiatiques, africains, sud-américains et océaniques, en mai 2004.
Aussi, une rencontre multilatérale entre le député-ministre géorgien des Affaires étrangères Alexandre Nalbadanov et les ambassadeurs de plusieurs africains, dont celui du Lesotho, Percy M. Mangoaela, aux Nations unies se déroule en janvier 2010. Cette rencontre confirme les intérêts de Tbilissi à entretenir des relations plus développées et concrètes avec l'Afrique. Le Lesotho confirme alors sa politique de non-reconnaissance des républiques séparatistes d'Abkhazie et d'Ossétie du Sud vis-à-vis de Tbilissi.